# ستاد ویژه توسعه فناوری نانو
ستاد ویژهٔ توسعهٔ فناوری نانو در ایران با الهام از برنامهٔ پیشگامی ملی نانوفناوری در بسیاری از کشورهای دنیا و خصوصاً ایالات متحدهٔ آمریکا (به انگلیسی: National Nanotechnology Initiative) در پاییز ۱۳۸۲، پیرو دستور سید محمد خاتمی، رئیس‌جمهور وقت در مورد توجه جدی به فناوری نانو و برنامه‌ریزی برای توسعهٔ آن «به صورت رسمی و با ساختار فعلی» تشکیل شد. وظیفهٔ اصلی این ستاد، تعیین مسیر حرکت و اولویت‌های ملی کشور، رفع موانع در زمان اجرا و خدمت‌رسانی به بخش‌های اجرایی (خصوصی و دولتی) برای توسعهٔ فناوری نانو می‌باشد.
ستاد ویژهٔ توسعهٔ فناوری نانو می‌کوشد تا از طریق چشم‌اندازسازی، ارائهٔ تسهیلات، ایجاد بازار و رفع مشکلات، زمینهٔ فعالیت بخش خصوصی و تولید ثروت در جامعه را فراهم آورد.

## تاریخچه
تاریخچهٔ تشکیل ستاد به اواخر سال ۱۳۷۹ و اوایل سال ۱۳۸۰ باز می‌گردد. در این زمان پروفسور غلامعلی منصوری استاد دانشگاه ایلینوی در شیکاگو طی ملاقاتی با مرحوم دکتر محمد تقی ابتکار که در آن زمان مشاور علم و فناوری آقای خاتمی بود، اهمیت و جایگاه فناوری نانو و تأثیر آن در آیندهٔ علمی و صنعتی دنیا را بیان کرد. دکتر ابتکار پس از آن طی نامه‌ای که بعدها به سند اصلی توجه دولتی ایران به فناوری نانو تبدیل شد، از سید محمد خاتمی تقاضا نمود برای راه‌اندازی مجموعه‌ای منسجم جهت تمرکز بر موضوع نانوفناوری اقدام کند و پیشنهاد اولیهٔ او شکل‌گیری چنین تشکلی در دفتر همکاری‌های فناوری رئیس‌جمهور بود که مورد توجه و تأیید خاتمی قرار گرفت.
بعد از آن کمیتهٔ مطالعات سیاست نانوفناوری در دفتر همکاری‌های فناوری ریاست‌جمهوری راه‌اندازی شد که از سال ۱۳۸۰ تا ۱۳۸۲ با همین نام به فعالیت ادامه داد و در سال ۱۳۸۲ به ستاد ویژهٔ توسعهٔ فناوری نانو تبدیل شد.

## ترکیب ستاد
ستاد ویژهٔ توسعهٔ فناوری نانو با ترکیب زیر تشکیل گردید:
- معاون اول رئیس‌جمهور (در دولت نهم، معاون علم و فناوری رئیس‌جمهور) (رئیس ستاد)
- رئیس سازمان مدیریت و برنامه‌ریزی کشور (در دولت نهم معاون برنامه‌ریزی رئیس‌جمهور)
- وزیر امور اقتصادی و دارایی
- وزیر بهداشت، درمان و آموزش پزشکی
- وزیر جهاد کشاورزی
- وزیر صنایع و معادن
- وزیر علوم، تحقیقات و فناوری
- وزیر نفت
- رئیس دفتر همکاری‌های فناوری ریاست‌جمهوری (دبیر ستاد)
- پنج نفر از صاحب‌نظران و مدیران برجستهٔ کشور به انتخاب رئیس ستاد

## وظایف ستاد
- تصویب اهداف، راهبردها و سیاست‌های کلان و برنامه‌های ملی توسعهٔ فناوری نانو درکشور
- تقسیم وظایف کلی دستگاه‌ها و تعیین مأموریت‌های بخشی و هماهنگی آن‌ها در قالب برنامهٔ بلندمدت ملی
- نظارت عالی بر تحقق اهداف و برنامه‌ها

## دبیرخانهٔ ستاد
دبیرخانهٔ ستاد به پیشنهاد رئیس‌جمهور در دفتر همکاری‌های فناوری ریاست جمهوری قرار دارد و وظایف آن به شرح زیر است:
- هماهنگی امور اجرایی ستاد
- مطالعه و تدوین پیش‌نویس اهداف، سیاست‌ها و راهبردها با همکاری کمیته‌های فناوری نانو دستگاه‌های مرتبط و استفاده از مشاوران و کانون‌های تفکر کشور
- ارزیابی و تهیهٔ گزارش‌های پیشرفت کار از فعالیت‌های بخش‌ها و تحقق اهداف ملی برای بررسی در جلسات پیگیری ستاد
- پیگیری موارد خاص که از طرف ستاد برعهدهٔ دبیرخانه گذاشته می‌شود.

## برنامه‌های ستاد
در جلسهٔ ستاد مورخ ۳/۹/۱۳۸۳ در حضور رئیس‌جمهور وقت و رئیس و اعضای ستاد، کلیات برنامهٔ بلندمدت توسعهٔ فناوری نانو مورد تأیید قرار گرفت و مقرر شد پس از تکمیل، بر اساس بند ب مادهٔ ۴۳ قانون برنامهٔ چهارم توسعه، به هیأت دولت ارائه گردد. این سند با نام «راهبرد آینده» در تاریخ ۲/۵/۸۴ در جلسهٔ هیئت دولت به تصویب رسید.
پس از تصویب سند راهبرد آینده که حاوی ۳ هدف کلان، ۱۲ استراتژی و ۵۳ برنامهٔ اجرایی است، قرار شد تمام برنامه‌های ستاد از جمله برنامهٔ کوتاه‌مدت ذکر شده در قالب سند راهبرد انجام شوند. به منظور تعیین سیاست‌های کلان ستاد در هر یک از برنامه‌های ۵۳ گانه و همچنین نظارت بر حسن اجرای این برنامه‌ها توسط دستگاه‌های مسئول، چهارکارگروه در سال ۱۳۸۴ تشکیل گردید. این چهارکارگروه عبارتند از:
۱- کارگروه توسعهٔ منابع انسانی
۲- کارگروه زیرساخت‌های توسعهٔ فناوری
۳- کارگروه ترویج و تقویت بستر فکری-فرهنگی
۴- کارگروه توسعهٔ فناوری و تولید
هر کارگروه متشکل از نمایندگان دستگاه‌های عضو ستاد است و وظیفهٔ تهیهٔ آئین‌نامه‌ها و دستورالعمل‌های لازم برای اجرای برنامه‌های ۵۳ گانه و ارزیابی و نظارت بر حسن اجرای آن‌ها را به عهده دارد. آیین نامه‌های تدوین شده در کارگروه‌ها از طریق وبگاه اینترنتی ستاد اطلاع‌رسانی می‌شود.
در سال ۱۳۸۶ براساس تجربیات سه سال اجرای سند راهبرد آینده، ستاد اقدام به بازنگری و بهبود برنامه‌ها در چارچوب سند ده ساله برای سه سال ۱۳۸۷-۱۳۸۹ نمود و سند تکمیلی دوم راهبرد آینده تدوین گشت. این سند در وبگاه ستاد موجود است.

## افراد کلیدی در توسعهٔ نانو در ایران
- سید محمد خاتمی، پنجمین رییس جمهور ایران و مبدع حمایت دولت از فناوری‌های نوین عموماً و نانوفناوری به‌طور خاص
- محمدرضا عارف، معاون اول رئیس‌جمهور در دولت خاتمی و نخستین رئیس ستاد توسعهٔ فناوری نانو
- مرحوم محمد تقی ابتکار، استاد فقید پردیس دانشکده‌های فنی دانشگاه تهران، مشاور ارشد علم و فناوری رئیس‌جمهور و طراح ایدهٔ ستاد ویژهٔ نانو
- غلامعلی منصوری استاد دانشگاه ایلینوی، شیکاگو، آمریکا، نخستین پیشنهاد دهنده و مطرح‌کنندهٔ فناوری نانو در ایران
- هاشم رفیعی تبار، استاد دانشگاه علوم پزشکی شهید بهشتی، بزرگ‌ترین نانوتکنولوژیست ایرانی و صاحب بهترین مقالهٔ مروری نانولوله‌های کربنی در سال ۲۰۰۶
- سید رضا سجادی، رئیس پیشین دفتر همکاری‌های فناوری ریاست‌جمهوری و دبیر پیشین ستاد نانو
- علی محمد سلطانی، مسئول کمیتهٔ مطالعات سیاست نانوفناوری و مدیر دبیرخانهٔ ستاد نانو از آغاز تا سال 1401
- عماد احمدوند، عضو و از مدیران ستاد از آغاز تاکنون و دبیر فعلی ستاد ویژه توسعه فناوری نانو
- سعید سرکار، استاد دانشگاه علوم پزشکی تهران، عضو حقیقی و دبیر ستاد نانو تا 3 بهمن 1401
- علی بیت‌اللهی استاد دانشگاه علم و صنعت و عضو حقیقی ستاد از آغاز تا سال 1400

## رویدادهای کلیدی در توسعهٔ نانو در ایران
- ۱۳۷۹: جرقهٔ آغازین مطرح شدن فناوری نانو در ایران، تشکیل کمیتهٔ مطالعات سیاسیت نانوفناوری
- ۱۳۸۰: تأسیس نخستین تشکل دانشجویی نانو در ایران، چاپ نخستین کتاب فارسی نانوفناوری
- ۱۳۸۲: تشکیل ستاد ویژهٔ توسعهٔ فناوری نانو با ابلاغ رئیس‌جمهور
- ۱۳۸۳: تصویب برنامهٔ ده سالهٔ توسعهٔ فناوری نانو در هیئت دولت، تخصیص بودجهٔ مناسب به ستاد نانو، تأسیس نخستین شرکت نانوفناوری در ایران
- ۱۳۸۴: تعلیق بخش زیادی از بودجهٔ ستاد در دولت نهم و درگیری‌های اجرایی، فراخوان پروژه‌های نانو در کل کشور
- ۱۳۸۵: بازگشت ستاد به روال عادی فعالیت‌ها و ادامهٔ برنامه، اوج گیری حمایت‌های تشویقی ستاد، تولید نخستین محصول تجاری بر مبنای نانو در ایران
- ۱۳۸۶: آغاز فعالیت ستاد زیر نظر معاونت علمی و فناوری رئیس‌جمهور، بهبود چشمگیر وضعیت مکانی ستاد و متعاقب آن گسترش فعالیت‌ها
- ۱۳۸۶: تدوین و تصویب سند دوم راهبرد آینده برای سال‌های ۱۳۸۷ تا ۱۳۸۹
- ۱۳۸۷: گسترش همکاری‌های بین‌المللی، صعود ایران در رتبهٔ انتشار مقالات علمی در زمینهٔ نانو، پیشرفت عددی ثبت اختراعات بین‌المللی نانو با مبدأ ایران